# Mala Kruševica
Mala Kruševica (en serbe cyrillique : Мала Крушевица) est un village de Serbie situé dans la municipalité de Varvarin, district de Rasina. Au recensement de 2011, il comptait 242 habitants.

## Démographie

### Évolution historique de la population
| 1948 | 1953 | 1961 | 1971 | 1981 | 1991 | 2002 | 2011 |
| ---- | ---- | ---- | ---- | ---- | ---- | ---- | ---- |
| 493  | 481  | 454  | 444  | 410  | 356  | 317  | 242  |

|  |